# Sabar-hegyi templomrom
A Sabar-hegyi templomrom egy 13. századi templom romja Káptalantóti határában.

## Fekvése
A romot Káptalantótitól keletre, a 217 méter magas Sabar-hegy északi lejtőjének alján találjuk, a földút északi oldalán. Az útról nyáron nem látható a növényzettől.

## A templomrom rövid története
A 13. századi templom romja mind a romanika, mind a gótika stílusjegyeit magán hordozza. Egyenes szentélyzáródású, rézsűs résablakokkal. Néhány fala magasan megmaradt, állapota sokáig elhanyagolt volt, később kiirtották a rom körüli bozótot.

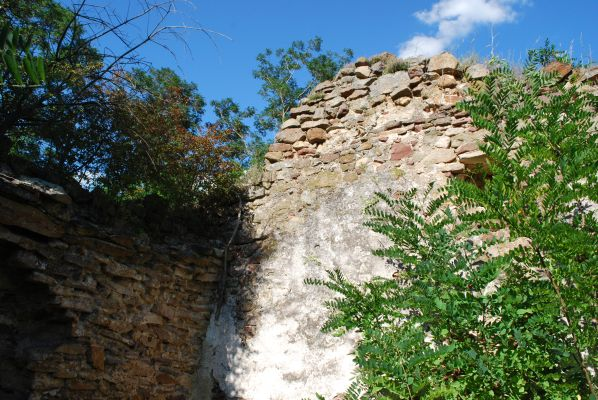
Sabar-hegyi templomrom

Az 1300-as évek elejétől az oklevelek két települést említenek Tóti név alatt, az egyik Alsótóti, a másik Felsőtóti. A Sabar-hegyi rom valószínűleg az egykori Felsőtóti nevű település központja lehetett. A középkorban három templom állt a környéken, az egyik a ma is  működő templom helyén, egy másik az egykori Bács falu temploma volt, a harmadik pedig a Sabar-hegyi, Felsőtóti rom a mai falutól keletre. Felsőtótit 1600-ban említik utoljára, a török korban pusztult el. Feltehetően a templomot is ekkoriban hagyták el. A török portyázások elmúltával csak Alsótóti temploma épült újra, Bács falu az idők során Káptalantóti részévé vált, Felsőtóti pedig elnéptelenedett.